# 王效芝
王效芝（1972年—），出生於江西省，原名徐小宁，李讷与前夫徐寧之子，毛泽东外孙。李讷改嫁王景清后，徐小宁改名为王效芝，仿效外祖父毛澤東的表字毛润之（润芝）。是毛家第三代后人中最小的一位。

## 生平
1990年亚运会期间，18岁的王效芝是北京市外事服务职业高中的学生，服务于亚运村，任副领班。
职高毕业后，王效芝在北京饭店担任礼宾部服务员，后任经理。 现经商。

## 家庭
妻子王偉是薄一波外孫女，由劉少奇小兒子劉源和薄熙成分別擔任男女方媒妁促成，兩人背景都屬於「紅三代」。育有2名女兒：王瑞雪、王顥文。